# Urolka
Die Urolka (russisch Уролка) ist ein rechter Nebenfluss der Kama im Norden der russischen Region Perm.
Die Urolka entspringt auf den Kamahöhen. Sie fließt in überwiegend nordöstlicher Richtung durch die Verwaltungsbezirke Ussolje, Solikamsk und Tscherdyn. Sie wendet sich auf den letzten Kilometern nach Norden und mündet schließlich in die Kama.
Die Urolka hat eine Länge von 140 km. Sie entwässert ein Areal von 2010 km².